# 야자와 다쓰야
야자와 다쓰야(일본어: 谷澤 達也, 1984년 10월 3일 ~ )는 일본의 전 축구 선수이다.

## 구단 경력
그는 2003년부터 2021년까지 J리그의 가시와 레이솔, 제프 유나이티드 지바, FC 도쿄, FC 마치다 젤비아, SC 사가미하라, 후지에다 MYFC에서 활동하였다.

## 국가대표팀 경력
그는 2003년 FIFA 세계 청소년 축구 선수권 대회에 참가할 일본 U-20 국가대표팀에 발탁되었으며, 5경기에 출전, 8강 진출에 기여했다.